# قصيدة على كارثة لشبونة

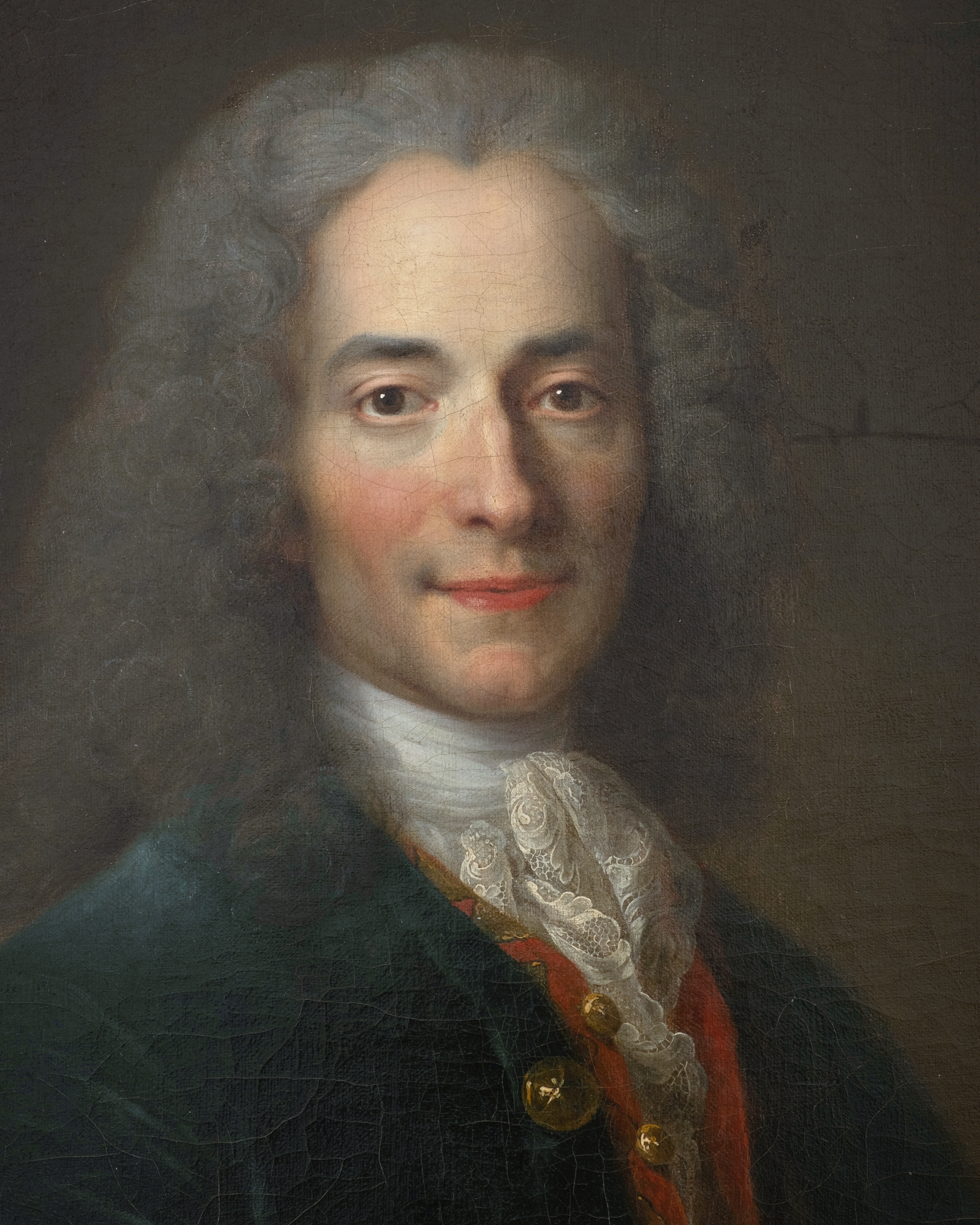
François-Marie Arouet (1694–1778), known as Voltaire, French Enlightenment writer and philosopher

قصيدة على كارثة لشبونة (بالفرنسية: Poème sur le désastre de Lisbonne)‏ هي قصيدة كتبها الأديب الفرنسي فولتير في عام 1758. لغتها الفرنسية. كتبها فولتير نتيجة لزلزال لشبونة عام 1755.

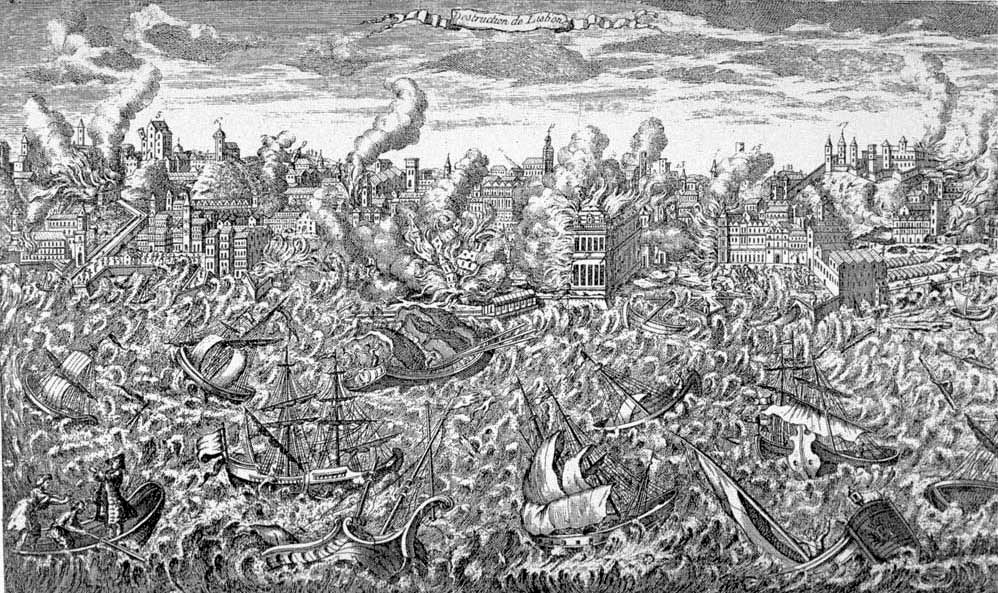
1755 copper engraving showing Lisbon in flames and a تسونامي overwhelming the ships in the harbour

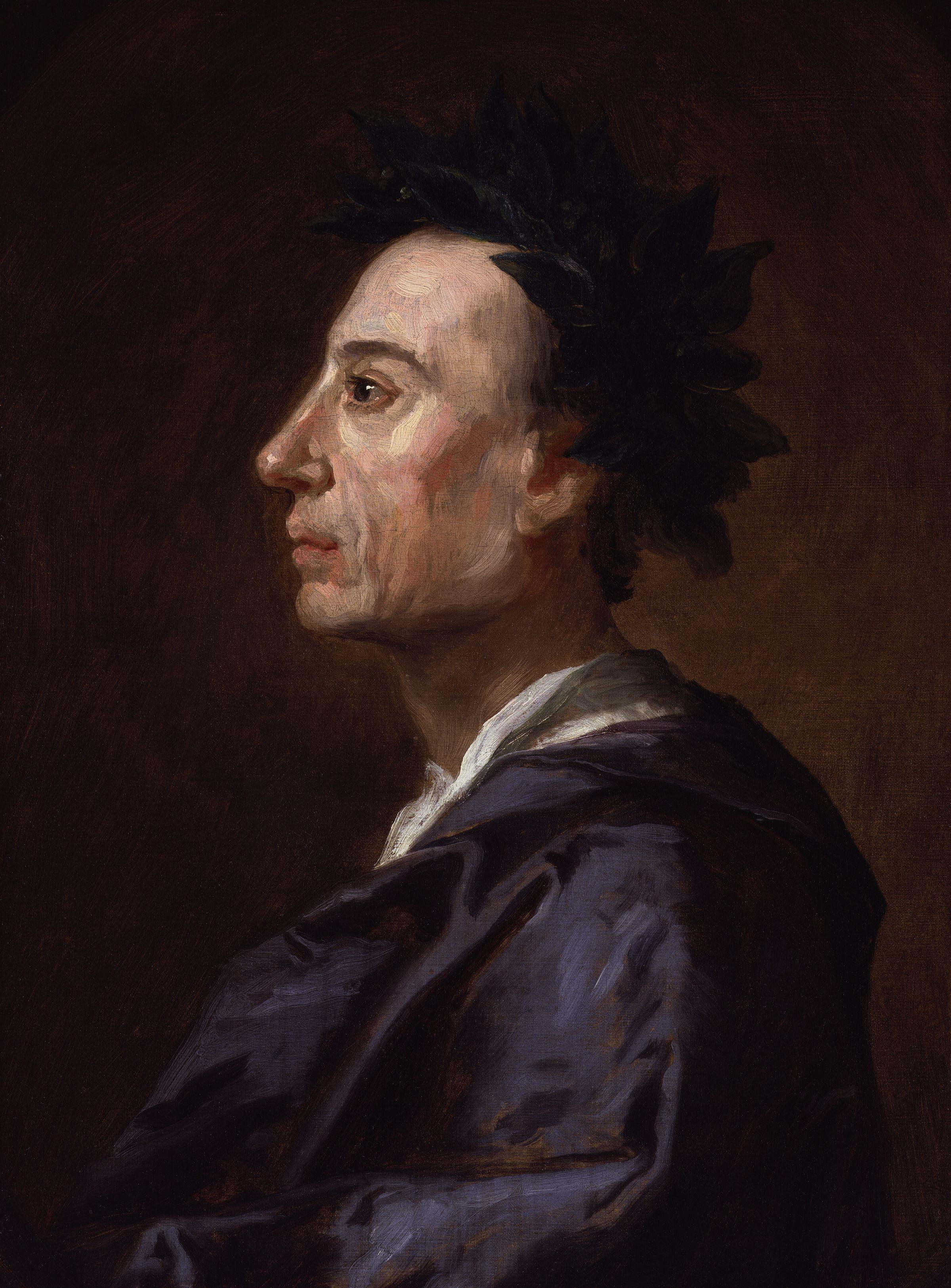
Alexander Pope was a target of the poem as a result of his declaration كل ما هو كائن هو حق